# Actinidia hubeiensis
Actinidia hubeiensis là một loài thực vật có hoa trong họ Dương đào. Loài này được H.M.Sun & R.H.Huang mô tả khoa học đầu tiên năm 1994.